# Oib
Oib (mundartlich: Oib) ist ein Gemeindeteil der Marktgemeinde Oberstdorf im bayerisch-schwäbischen Landkreis Oberallgäu.

## Geographie
Der Weiler liegt circa drei Kilometer westlich des Hauptorts Oberstdorf. Östlich der Ortschaft fließt die Breitach. Die Gebäude in Oib sind durch die Vereinödung strukturiert reihenförmig angelegt.

## Ortsname
Der Ortsname stammt vom neuhochdeutschen Wort Äu für wasserumflossenes Land, feuchter Grund, Wiese, Insel und bedeutet somit (Siedlung am/beim) wasserreichen Land.

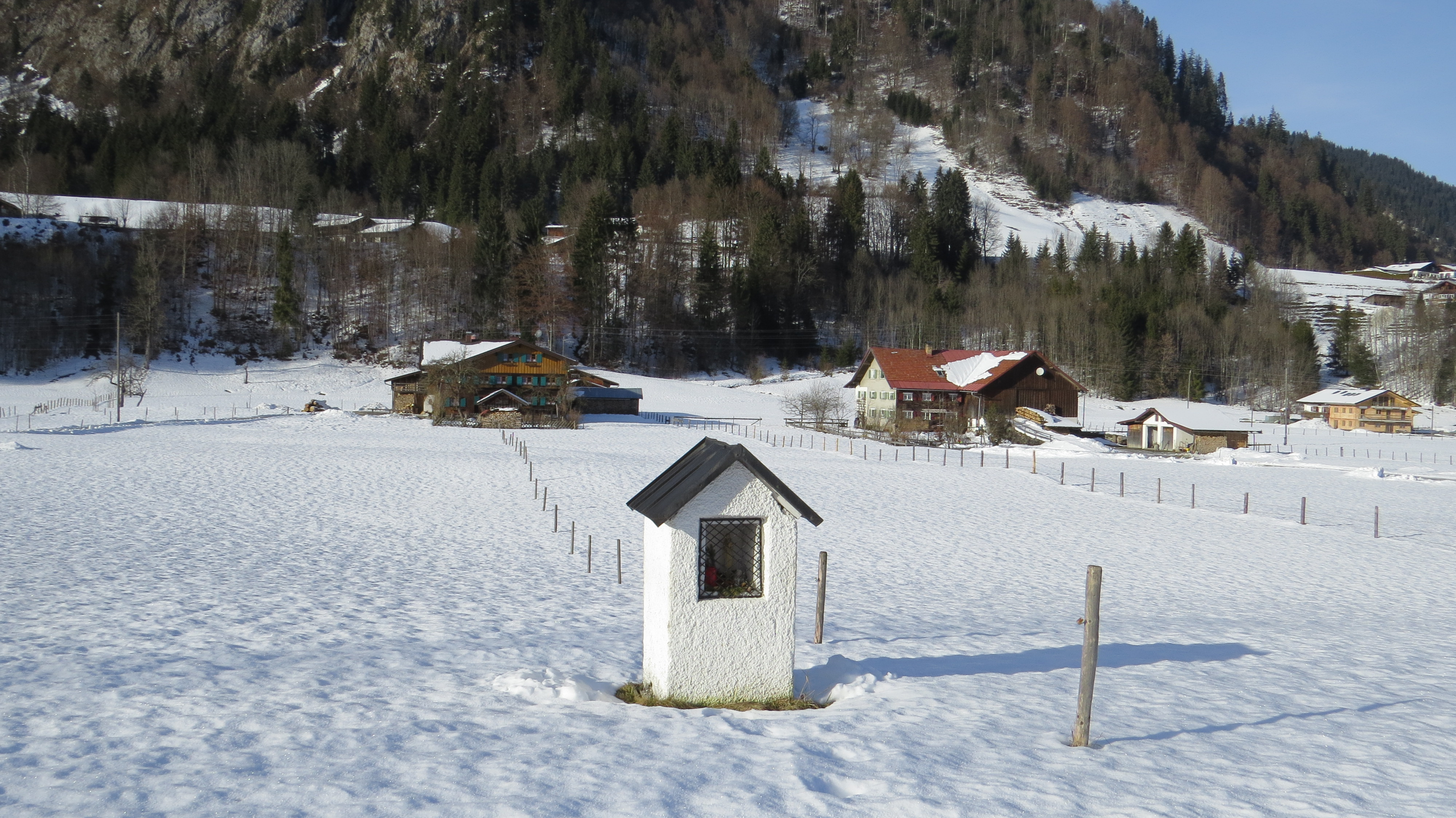
Oib

## Geschichte
Der Name Oib wurde erstmals urkundlich im Jahr 1640 als Flurname mit den Wiesen und Äckern in der Oüb erwähnt. Die heutige Siedlung entstand vermutlich durch die Vereinödung Tiefenbachs im Jahr 1775. Erstmals urkundlich als Siedlung genannt wurde Oib jedoch erst im Jahr 1875 mit 18 Gebäuden und 30 Einwohnern.

## Baudenkmäler
Siehe: Liste der Baudenkmäler in Oib